# CS/LM12型转管速射机枪
CS/LM12型转管机枪（前称：7.62毫米转管机枪）是一款由中华人民共和国重庆市建设工业（集团）总公司所制造的车载6管加特林式转管机枪，在2012年5月22日北京展览馆开幕的“第六届中国国际警用装备博览会”以上展出。发射7.62×51毫米北约口徑或是7.62×54毫米俄羅斯口徑（包括53式7.62毫米普通弹）的步枪子彈。

## 历史
1984年改革开放初期，中国就已经自行研制成功射速为5,200—6,000发／分钟的23毫米口徑6管航空机炮。但直到1990年代，随着中国军队的现代化进程，威力强大的转管结构机枪才不断出现在中国军事力量中，现在部份精锐步兵部队也装备了这种7.62毫米口径转管武器。

## 设计细节
CS/LM12型六管7.62毫米转管速射机枪虽然是一款外贸型武器，但也被中国人民解放军部份精锐步兵部队少量列裝。该机枪在借鉴美国M134“迷你砲”六管7.62毫米速射机枪的成熟技术的同时加入了很多新的设计。该机枪由枪身、枪座、弹箱、控制箱（电源箱）四大部分组成。枪身包括6 根枪管、機匣、旋转体、枪机、供弹机、电动机等组件。

### 基本结构
據中國官方所指，CS/LM12采用外能源回转联动装置供弹，通过电机带动枪管组转动，完成供弹。而瞎火弹亦可以象弹壳一样退出，向下拋入蛇形管內，而不会引起射击中断，因此其具有“极强的可靠性”。联动组件包括一台驱动电机、六个枪机部件、六个可移动的枪机轨道、枪管套管部件、后部枪支架、六根枪管、枪管夹持部件、保险部分、套管盖和二个快速释放销。因为转动部分在固定套管盖內，枪机部件和套管盖主凸轮轨道随动，引起枪机部件随着移动轨道往复移动，击发弹药。每根枪管被固定安装在枪管夹具部件中和枪机部件成一直线，在一台电动机驱动下转动，在每根枪管回转一圈的过程中，它所对应的枪机则在和枪管一起旋转的导槽內作往复直线运动，依次进行推弹入膛、闭锁、击发、退壳、拋壳等一系列动作，所以“射速极高”。他們聲稱“虽然高速旋转的枪管会因为離心力的作用而导致射击散布増大，但极高射速、火力强大这两点能弥补精度的不足”。唯獨官方也坦然承認的事實是：該槍的彈藥消耗量非常龐大。

### 功能设计
美国“战略之页”网文认为，CS/LM12是M134“迷你砲”六管7.62毫米速射机枪的仿制型。但中國方面卻予以否認，他們指出该中国制装备与通常用于直升機等空中平台的M134在“细微之处”仍有一些区别。而其实該槍在一些设计细节方面反而更接近于通用电气公司在M134基础上发展而来的XM214微型“米尼岗”六管5.56毫米速射机枪，更适合地面作战使用。M134供弹具为单侧供弹，供弹时由一条極长的柔性输弹带将彈藥从大型弹仓中传输至枪身进弹口，保障了高速发射时供弹的可靠性；而CS/LM12从装备在中国制东风猛士（中国制战地越野汽车）轻型越野突击车上的型号可以看到采用与XM214相似的两侧大型弹匣，在一侧弹匣的子弹耗盡以后，供弹系统可以自行调节到另一侧的满装弹匣，此时可以将打空的弹匣趁此间隙更換。此外CS/LM12的枪口处共用一个大型圆筒形消焰器，推断与迪龍公司M134D的开槽式圆筒型消焰器一样是为了夜间射击减少征侯，起到消焰作用。

### 维修保养
加特林原理机枪及机炮令人诟病之处集中在勤务性远远不如普通机枪。其原因主要是结构复杂、分解结合相当困难，一旦出现故障，就难以及时排除。而中國官方則聲稱CS/LM12雖外观复杂，但结构卻非常简单。他們又強調該槍采用外能源电动驱动方式，通过电动机带动枪管旋转，完成供弹、进膛、击发、拋壳等一系列动作，没有普通机枪必备的导气管之类众多机件，亦保障了高速发射时供弹的可靠性。他們又指出CS/LM12的闭锁结构也十分简单，只要有电力供应就很难出现故障，因此認為其可靠性实际上要比传统的重型机枪好得多，又聲稱考虑到它多管的火力几乎相当于一个重机枪排的火力，其维护工作与强大火力相比并不算多。
加特林原理机枪及机炮真正复杂之处是在于有相当多的电气部件，而非普通重机枪的机械部件。它所配用的外部电源、控制系统、容弹及输弹系统等精密度较高，对维护保养的技術水平要求不同。總結而言，中國方面認為現代加特林機槍在低技術水平的军队中較难找到市场，但對现代化程度已经较高的中国人民解放軍來說并不成问題。

### 供弹系统
现代化的加特林原理机枪真正复杂的是其脫链供弹系统，由于其射速极高，机枪需要使用特殊的分裂环弹带送到枪座处，然后经过拆链器迸入鼓形弹箱，再由螺旋杆送入枪內。脫链转轮由旋转体通过齿轮带动而回转。柔性输弹带连接在弹链箱与供弹板之间，其作为输送带，将装有弹药的弹链通过柔性输弹带及枪械供弹口输进至脫链供弹机，实现安全可靠供弹。如果输弹道较长（1.5公尺以上），或是曲率半径太小，则通常会在弹箱上再装上一个输弹助弹助推电动机。在这种特殊的供弹方式以下，CS/LM12可以达到6,000发／分钟的射速。

### 火控系统
安装在CS/LM12后方的电子火控系统可控制多种发射模式，正面具有电源开关、射击保险（供弹开关）、电机高速或低速运转供弹按钮以及射击模式控制（“短”档，短点射；“长”档，长点射；“连”档，连发）旋钮，侧面则具有电源接口以及信息显示系统输出接口。其配有的信息显示系统可显示当前的发射模式、射速、已发射的弹量和剩余弹量。

### 适用载具
CS/LM12曾安装在四轮驱动的全地形车上进行展出（其全称为“火力支援车”）。同时根据图片消息，2005年时类似的六管7.62毫米速射机枪已经装备中国陆军特种部队，该机枪也装载在一辆东风“猛士”轻型越野突击车上展示。这也从另一方面展现出加特林结构武器的独特之处，比如M134“迷你砲”，包括电动机和供弹机的重量实际并不大（对载具而言）。

## 使用國
- 中华人民共和国

## 流行文化

### 电子游戏
- 2013年—：安裝在Z-9「海豚」多用途运输直升機和DV-15「攔截者」攻擊快艇上並且作為艙門的砲手武器（第2及第3乘員武器）。單人模式之關卡「怒海爭鋒」（South China Sea）當中安裝在被美国海军陆战队精英小隊「墓碑」奪取的DV-15「攔截者」上的兩挺CS/LM12分別由派克（Clayton "Pac" Pakowski）和科瓦奇（Laszlo W. Kovic）所使用。

## 資料來源
1. 1 2 3  （简体中文）—《轻兵器》雜誌2012年06月下號（ISSN 1000-8810；CN11 1907/TJ）：CS/LM12型7.62mm6管转管机枪
2. ↑  （简体中文）—《名槍》雜誌第20卷（ISSN 1003-2339；CN11 1884/U）：霸气外露的“中国神龙”—国产CS/LM12六管7.62毫米速射机枪解析
3. ↑  .   [2013-07-30]. （原始内容存档于2015-01-09）.
4. ↑  .   [2013-07-30]. （原始内容存档于2013-10-02）.
5. ↑  .   [2013-07-30]. （原始内容存档于2013-10-02）.
6. ↑  .   [2013-07-30]. （原始内容存档于2015-02-14）.
7. ↑  .   [2013-07-30]. （原始内容存档于2013-10-04）.

## 外部連結
- （简体中文）—搜狐军事频道—中国CS/LM12六管7.62毫米机枪装备精锐部队（页面存档备份，存于）